# Сен-Іпполіт (Аверон)
Сен-Іпполі́т (фр. Saint-Hippolyte) — муніципалітет у Франції, у регіоні Окситанія, департамент Аверон. Населення — 423 особи (01.01.2021).
Муніципалітет розташований на відстані близько 470 км на південь від Парижа, 155 км на північний схід від Тулузи, 45 км на північ від Родеза.

## Історія
До 2015 року муніципалітет перебував у складі регіону Південь-Піренеї. Від 1 січня 2016 року належить до нового об'єднаного регіону Окситанія.

## Демографія
Динаміка населення (INSEE ):
Розподіл населення за віком та статтю (2006):
| Стать | Всього | До 15 років | 15-24 | 25-44 | 45-64 | 65-85 | Понад 85 |
| --- | ------ | ----------- | ----- | ----- | ----- | ----- | -------- |
| Чоловіки | 246    | 45          | 16    | 44    | 64    | 65    | 12       |
| Жінки | 221    | 16          | 24    | 48    | 61    | 52    | 20       |
| \| Статево-вікова піраміда \| Статево-вікова піраміда \| Статево-вікова піраміда \| \| ----------------------- \| ----------------------- \| ----------------------- \| \| Чоловіки \| Вік \| Жінки \| \| 12 \| 85 + \| 20 \| \| 12 \| 80-84 \| 12 \| \| 29 \| 75-79 \| 12 \| \| 20 \| 70-74 \| 16 \| \| 4 \| 65-69 \| 12 \| \| 20 \| 60-64 \| 25 \| \| 4 \| 55-59 \| 8 \| \| 20 \| 50-54 \| 12 \| \| 20 \| 45-49 \| 16 \| \| 16 \| 40-44 \| 20 \| \| 16 \| 35-39 \| 16 \| \| 12 \| 30-34 \| 8 \| \| 0 \| 25-29 \| 4 \| \| 0 \| 20-24 \| 8 \| \| 16 \| 15-20 \| 16 \| \| 8 \| 10-14 \| 12 \| \| 29 \| 5-9 \| 4 \| \| 8 \| 0-4 \| 0 \| |        |             |       |       |       |       |          |
| Статево-вікова піраміда |        |             |       |       |       |       |          |
| Чоловіки | Вік    | Жінки       |       |       |       |       |          |
| 12 | 85 +   | 20          |       |       |       |       |          |
| 12 | 80-84  | 12          |       |       |       |       |          |
| 29 | 75-79  | 12          |       |       |       |       |          |
| 20 | 70-74  | 16          |       |       |       |       |          |
| 4 | 65-69  | 12          |       |       |       |       |          |
| 20 | 60-64  | 25          |       |       |       |       |          |
| 4 | 55-59  | 8           |       |       |       |       |          |
| 20 | 50-54  | 12          |       |       |       |       |          |
| 20 | 45-49  | 16          |       |       |       |       |          |
| 16 | 40-44  | 20          |       |       |       |       |          |
| 16 | 35-39  | 16          |       |       |       |       |          |
| 12 | 30-34  | 8           |       |       |       |       |          |
| 0 | 25-29  | 4           |       |       |       |       |          |
| 0 | 20-24  | 8           |       |       |       |       |          |
| 16 | 15-20  | 16          |       |       |       |       |          |
| 8 | 10-14  | 12          |       |       |       |       |          |
| 29 | 5-9    | 4           |       |       |       |       |          |
| 8 | 0-4    | 0           |       |       |       |       |          |

## Економіка
2010 року серед 251 особи працездатного віку (15—64 років) 166 були активними, 85 — неактивними (показник активності 66,1%, у 1999 році було 58,7%). З 166 активних мешканців працювало 145 осіб (80 чоловіків та 65 жінок), безробітними було 21 (11 чоловіків та 10 жінок). Серед 85 неактивних 15 осіб було учнями чи студентами, 47 — пенсіонерами, 23 були неактивними з інших причин.

У 2010 році у муніципалітеті числилось 216 оподаткованих домогосподарств, у яких проживали 461,5 особи, медіана доходів виносила 13 538 євро на одного особоспоживача.

## Персоналії
Уродженці
- Жульєт Майнієль (1936—2023) — французька кіноакторка нової хвилі («Кузени», «Ярмарок», «Через, через жінку»[fr]).